# 2026 en littérature
| Années de la littérature : 2023 - 2024 - 2025 - 2026 - 2027 - 2028 - 2029    |
| Décennies de la littérature : 1990 - 2000 - 2010 - 2020 - 2030 - 2040 - 2050 |

Cet article présente les faits marquants de l'année 2026 en littérature.